# Тиана (Италия)
 Тази статия е за селото в Сардиния.  За древния град в Анатолия вижте Тиана.  
Тиа̀на (на италиански и на сардински: Tiana) е село и община в Южна Италия, провинция Нуоро, автономен регион и остров Сардиния. Разположено е на 564 m надморска височина. Населението на общината е 529 души (към 2010 г.).